# Bătălia de la Schöngrabern
Bătălia de la Schöngrabern (cunoscută ca Bătălia de la Hollabrunn) a fost o bătălie care a făcut parte din Războiul celei de-a Treia Coaliții. 